# Sylvie Mayer
Pour les articles homonymes, voir Mayer.
Sylvie Mayer, née le 13 octobre 1946 à Nice (Alpes-Maritimes), est une femme politique française. Membre du Parti communiste français, elle est députée européenne de 1979 à 1984 et de 1986 à 1994.

## Biographie
Sylvie Mayer est la fille de Roger Mayer, le secrétaire particulier de Frédéric Joliot-Curie. Elle commence à s'engager en politique après avoir découvert une lettre de menace de l'OAS sur le bureau de son père.
Sylvie Mayer est chercheuse en biologie marine. Dans les années 1970, elle est adjointe au maire de Brest chargée des affaires scolaires.
Elle est responsable du groupe de travail Économie sociale et solidaire (ESS) du PCF et coanimatrice d’Agir pour une économie équitable (Ap2E).
Elle fait partie du conseil d'administration de la Fondation Gabriel-Péri.

## Publications
- Sylvie Mayer, Parti pris pour l'écologie, Scandéditions-Ed. sociales, 1er janvier 1990 (EAN 9782209064656)
- Sylvie Mayer, Quelle Planète léguerons-nous ? : environnement, reflet de société, Les Éditions sociales, 1994
- Sylvie Mayer, Jean Claude Oliva, Un autre monde, une seule planète. De Rio à Johannesburg, Editions Naturellement, 2002[5]
- Sylvie Mayer et Jean-Pierre Caldier, Le Guide de l’économie équitable, Paris, Fondation Gabriel-Péri, 2007, 359 p.
- Sylvie Mayer, Jean Pierre Caldier, Économie équitable : les mots pour le dire, Notes de la Fondation Gabriel-Péri, 2011[6]

## Détail des fonctions et des mandats
Mandats parlementaires
- 17 juillet 1979 - 23 juillet 1984 : députée européenne de France de la 1re législature
- 30 avril 1986 - 24 juillet 1989 : députée européenne de France de la 2e législature
- 25 juillet 1989 - 18 juillet 1994 : députée européennede France de la 3e législature

Mandat local
- 1998 - 2004 : conseillère régionale de l'Essonne